# Wang Xin (judoka)
Wang Xin es una deportista china que compite en judo. Ganó una medalla de bronce en el Campeonato Asiático de Judo de 2017, en la categoría de –52 kg.

## Palmarés internacional
| Campeonato Asiático | Campeonato Asiático | Campeonato Asiático | Campeonato Asiático |
| Año                 | Lugar               | Medalla             | Categoría           |
| ------------------- | ------------------- | ------------------- | ------------------- |
| 2017                | Hong Kong (China)   | Medalla de bronce   | –52 kg              |